# Arianida mactata
Arianida mactata là một loài bọ cánh cứng trong họ Cerambycidae.